# Dorian Missick
Dorian Missick (ur. 15 stycznia 1976 w East Orange w New Jersey) – amerykański aktor filmowy i telewizyjny. Zagrał rolę Damiana w serialu Sześć stopni oddalenia. Ma na swoim koncie też role w takich filmach jak Kandydat, Premium i Zabójczy numer. Użyczył także głosu głównemu bohaterowi gry Grand Theft Auto: Vice City Stories.

## Życiorys
Dorian Missick urodził się w East Orange w New Jersey, a dorastał w Plainfield, Decatur i w Brooklynie. Był jedynym dzieckiem swoich rodziców. Jako dziecko często chodził z rodzicami do teatru lub do kina. Brał udział w takich sportach jak piłka nożna, koszykówka, baseball, pływanie i nurkowanie.
Podczas jego pierwszej klasy aktorskiej, agenci od castingu szukali kogoś do reklamy Coca-Coli i uznali, że Missick się do tego nadaje. Później Missick dostał małą rolę w serialu In the Heat of the Night. W 1986 roku dołączył do Jazz Actors, teatru w Harlemie, a jego nauczycielem był Ernie McClintock, którego styl miał duży wpływ na styl Missicka. Po rozpadzie firmy Missick dołączył do NITE Star, firmy edukacyjnej, której celem było uczenie nastolatków o AIDS, a także nauka o zrozumieniach alternatywnego stylu życia. W tym czasie Missick spotkał aktorkę Kerry Washington i zyskał stały dochód z reklam.
Swój profesjonalny debiut Missick miał w filmie Dwa tygodnie na miłość. Po udziale w tym filmie zaliczył występy w takich serialach jak Nowojorscy gliniarze, Prawo i porządek, Now and Again, Buffy: Postrach wampirów i innych. Miał też udział w takich filmach jak Undermind, 50 Ways to Leave a Lover, A Message from Pops, Kolor zbrodni i innych. Starał się o tytułową rolę w filmie Antwone Fisher, lecz nie dostał jej (otrzymał ją Derek Luke), jednak dzięki spotkaniu z Denzelem Washingtonem otrzymał rolę w filmie Kandydat. Krótko po tym Missick zagrał rolę w filmie Zabójczy numer, a potem w filmie Premium. Miał też swój udział w serialu Southland. W 2006 roku użyczył głosu głównemu bohaterowi gry Grand Theft Auto: Vice City Stories.

## Życie prywatne
Od 2012 roku jest związany z Simone Cook.